# Lissonotus biguttatus
Lissonotus biguttatus es una especie de escarabajo longicornio del género Lissonotus, superfamilia Chrysomeloidea. Fue descrita científicamente por Dalman en 1817.
Se distribuye por Brasil. Mide 11,5-16 milímetros de longitud. El período de vuelo ocurre en el mes de enero.